# Omiodes anxiferalis
Omiodes anxiferalis là một loài bướm đêm trong họ Crambidae.